# دائرة كاملة (مسلسل قصير)
دائرة كاملة (بالإنجليزية: Full Circle)‏ هو مسلسل تلفزيوني أمريكي من إنشاء وتأليف إد سولومون وإخراج ستيفن سودربرغ لماكس والذي عُرض لأول مرة في 13 يوليو 2023.

## مقدمة
يكشف تحقيق في عملية اختطاف فاشلة عن أسرار قديمة تربط بين شخصيات وثقافات متعددة في الزمن الحالي داخل مدينة نيويورك.

## طاقم التمثيل
- زازي بيتز في دور ميل هارموني
- كلير دانس بدور سام براون
- تيموثي أوليفانت بدور ديريك براون
- دينيس كويد في دور جيف مكوسكر
- سوزان سافوي في دور كريستين ماكوسكر
- جاريل جيروم مثل عقيد
- جيرالد جونز في دور لويس
- شي كول بدور كزافييه
- كارول كريستين هيلاريا باوندر باسم سفيتري محابر
- جيم جافيغان في دور ماني بروارد
- أديا مثل ناتاليا
- فالدوت شارما في دور جارمن
- لوسيان زانيس في دور نيكي
- وليام سادلر في دور جين مكوسكر
- سعيد أندرسون في دور جوي
- كريم سافينون في دور بول ترانكوادا
- فرانكلين أوجيدا سميث في دور ولغبي
- إيثان ستودارد في دور جاريد
- جاي فاندرفير
- جارود ليندسي في دور لين
- راشيل أنيت هيلسون في دور تشاريس

## إنتاج
في 17 يونيو 2021 ، أبلغت HBO Max عن بدئها لإنتاج سلسلة Full Circle مع تعيينها
إد سولومون كمنتج وكاتب العمل مع كايسي سلفر و ستيفن سودربرغ اللذين سيخرجان المسلسل المكون من 6 حلقات. في سبتمبر 2022 تم اختيار زازي بيتز ، وكلير دانس ، وتيموثي أوليفانت ، ودينيس كويد ، وجاريل جيروم ، وشي كول ، وسي سي سي باوندر ، وجيم جافيجان . في أكتوبر 2022 ، انضم ويليام سادلر وهابي أندرسون وأديا إلى فريق التمثيل.
القصة مقتبسة من فيلم عالي ومنخفض ‏ عام 1963للمخرج أكيرا كوروساوا. بدأ تصوير المسلسل في سبتمبر 2022 في مدينة نيويورك .
عُرض المسلسل لأول مرة في مهرجان تريبيكا في 11 يونيو 2023. نشرت ماكس مقطعًا دعائيًا وملصقًا في 18 مايو 2023 ووضحوا أنه سيتم اطلاقه لأول مرة على المنصة في 13 يوليو 2023 ، مع حلقتين أسبوعيًا حتى 27 يوليو 

## استقبال
أبلغ موقع مجمع المراجعة على الويب روتن توميتوز عن معدل الاستحسان كان بنسبة 79 ٪ بمتوسط تقييم 7.5 / 10 مبنياً على 39 مراجعة نقدية. وفقاً لإجماع نقاد الموقع ، "قد تكون مؤامرة Full Circle متاهة للغاية بالنسبة للمتعة العرضية ، لكن توجيه ستيفن سودربيرغ المؤكد وطاقم العمل المكدس يضفيان تشويقاً داكناً غني بالمؤامرات ". حددت ميتاكريتيك ، التي تستخدم المتوسط المرجح ، درجة 70 من 100 بناءً على 23 نقادًا ، مما يشير إلى "مراجعات إيجابية بشكل عام".